# Sabbat
I sabbat sono le otto feste della wicca e del neopaganesimo, legate ai movimenti del sole.
Sono otto, 4 sabba minori (Yule, Mabon, Ostara, Litha) e 4 sabba maggiori (Samhain, Imbolc, Lughnasadh, Beltane). I Sabba sono giorni di venerazione, di potere, e festività.

## Etimologia del nome "Sabba"
La parola "Sabbat" è una storpiatura nata in ambito neo-pagano, più precisamente wicca, della parola volgare Italiana "Sabba", utilizzata con accezioni dispregiative dagli inquisitori medioevali nei confronti di tutte quelle pratiche che, ritenute eretiche dal santo uffizio, erano soggette a punizione.
Più precisamente con la parola "Sabba" ci si voleva riferire a tutti quei raduni (non autorizzati) di persone, che volessero in qualche modo celebrare una festività sacra o una ricorrenza come il Sabato Ebraico, chiamato appunto Shabbath o Shabbat, reale origine del nome Sabba.
La parola appare per la prima volta negli scritti di Margaret Murray, che dette origine all'osservanza delle feste religiose nella tradizione wiccan, dividendo le festività maggiori in Sabba ed Esbat. 

Murray era stata, inizialmente, sviata dall'assonanza accidentale del termine Sabba con il termine Esbat.

## Le festività

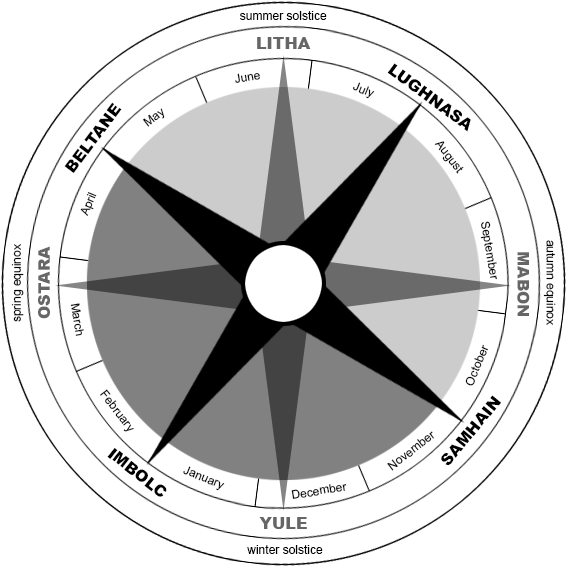
Posizionamento dei Sabbat nella ruota dell'anno.

Nella Wicca, Pur essendo legate alle fasi solari, le cerimonie, solitamente si svolgono di notte, e traggono ispirazione dalle feste stagionali tipiche di un'Europa pre-monoteismo. Queste festività raccontano la vita del Dio e della Dea, attraverso miti che possono differire da una tradizione all'altra.

In genere la prima festività è Samhain, e l'ultima è Mabon, secondo l'ordine che segue:
- Samhain, pronunciato /ˈsawənʲ/, (Approssimativamente il 31 ottobre) è il capodanno pagano
- Yule, durante il solstizio d'inverno, (Approssimativamente il 21 dicembre) è calcolato in relazione alla posizione del sole: si attende infatti che la Terra, orbitandigli attorno, abbia raggiunto la posizione più lontana da questo.
- Imbolc o anche Imbolg, Imbolic, Oimelc, Brigid o Bride (Approssimativamente il 2 febbraio), questa festa cade il giorno in cui il sole raggiunge il quindicesimo grado della costellazione dell'Aquario [non chiaro].
- Ostara o anche Eostre o Eostar, il giorno della Dea, (equinozio di primavera, approssimativamente il 21 marzo), calcolato quando il sole attraversa l'equatore procedendo verso nord.
- Beltane o Beltaine (Approssimativamente il 1º maggio), cade quando il sole si trova nel quindicesimo grado della costellazione del Toro[non chiaro].
- Litha o mezza estate, (solstizio d'estate, approssimativamente il 21 giugno), quando il dì raggiunge la massima durata nel corso dell'anno.
- Lughnasadh (scritto anche Lunasa o Lughnasa) oppure Lammas (Approssimativamente il 1º agosto e vigilia), cade quando il sole si trova nel quindicesimo grado della costellazione del Leone[non chiaro].
- Mabon o Modron, chiamato anche Casa del raccolto (equinozio d'autunno, approssimativamente il 23 settembre), indica quando il sole attraversa l'equatore muovendo verso sud.

Le festività indicate sono calcolate in base alla posizione del sole nell'emisfero nord. Del resto si rifanno ad una tradizione pagana europea e quindi rispecchiano lo scorrere delle stagioni dell'emisfero settentrionale.
Alle festività solari, dedicate al principio maschile del divino, si affiancano cerimonie associate alle fasi lunari, molto più frequenti nel corso dell'anno, chiamate Esbat.
le festività Druidistiche ed Eteniste hanno approssimativamente gli stessi nomi.

Nel Druidismo troviamo la Festa del fuoco, che differisce dalle feste sopra elencate. Inoltre i druidi non si riuniscono per le feste lunari (Esbat).

### Storia del Dio e della Dea
I vari Sabba ricalcano la vita del Dio e della Dea, come già detto la storia narrata dalle festività può cambiare da tradizione a tradizione.
Ci sono comunque punti in comune in ogni tradizione. 
- L'anno inizia con Samhain, giorno in cui il Dio muore, simboleggia la fine della fertilità dei campi, arriva l'inverno e molte delle attività agricole cessano.
- Yule segna la rinascita del Dio per intercessione della Dea. Si svolge nel solstizio d'inverno, il giorno più buio di tutto l'anno, si considera che da questa data in poi la condizione dei terreni coltivabili non possa che migliorare e tutte le attività riprendono il loro ritmo. Alcuni studiosi ritengono che anche Mitra fosse nato in questo giorno, e che i cristiani abbiano tentato di sovrascrivervi il Natale non riuscendo a cancellare la festività.
- Imbolc è una festa della Dea, che si riprende dal parto del Dio. È una festa di purificazione, in cui si celebra il ritorno alla fertilità della Dea.
- Ostara è l'equinozio di primavera, il Dio si avvia al suo massimo splendore e la Dea porta nuova vita. Che simboleggia l'allungarsi delle giornate e l'arrivo di nuove gemme sulle piante.
- A Beltane il potere della natura è al suo apogeo, il Dio e la Dea si uniscono e portano la vita nel mondo. Molti detrattori della wicca hanno visto in questa ricorrenza una festività dedicata all'incesto. In realtà nelle credenze wicca il Dio e la Dea sono lo stesso aspetto di un'unica forza divina, sono inscindibili, anche se nel corso dell'anno assumo vari aspetti, o il potere dell'uno è preponderante rispetto all'altro. In questo modo il Dio può essere bambino, il re e vecchio fino a morire, e la Dea è allo stesso modo vergine fertile, madre, amante, in un cerchio ben descritto nella Ruota dell’anno.
- A Litha il sole è allo zenit, il Dio è al culmine della sua forza e regna come Signore, ma ricorda il suo futuro declino.
- Lughnasadh è l'inizio del raccolto e l'inizio del declino del Dio.
- Mabon è il periodo dell'ultimo raccolto ed il Dio si prepara alla morte, che avviene in Samhain.

Così il ciclo si compie e inizia nuovamente.

## Datazione dei Sabbat neopagani
Il calendario attualmente riconosciuto è quello gregoriano. Questo non è perfettamente allineato con le date dei solstizi e degli equinozi, che di anno in anno possono variare di un giorno.
In genere i sabba wicca sono calcolati in relazione alla posizione del sole rispetto alla Terra.
Samhain, Imbolc, Beltane and Lughnasadh sono anche definiti come i ‘'Sabba delle quattro metà'’. E indicano l'inizio delle quattro stagioni. Recentemente queste date sono tornate ad essere anche ufficialmente l'inizio delle stagioni.

Attraverso le stagioni varia anche la durata del giorno e, come è stato descritto in precedenza, è proprio la durata delle ore diurne al centro del calcolo dei giorni di Sabba.
L'estate è la stagione dei giorni lunghi. L'inverno delle notti lunghe. La primavera e l'autunno sono stagioni di transizione tra le due.

Nella moderna definizione di estate, il suo inizio avviene con il solstizio estivo, ossia con il giorno più lungo rispetto a tutti gli altri che sono a scalare sempre più brevi. In alcuni paesi questa definizione non è perfettamente allineata con il calendario gregoriano, e le stagioni partono ufficialmente con l'inizio del mese.
Nell'emisfero sud, molti pagani anticipano queste date di sei mesi perché coincidano con le stagioni; ad esempio, in Australia i pagani festeggiano Beltane il primo novembre, quando i pagani canadesi, o italiani, festeggiano Samahain. Anche se questo porta ad uno sfasamento delle festività tra i due emisferi, ricalca più fedelmente lo spirito originario delle ricorrenze.
Inoltre molti pagani sono flessibili riguardo alle date, e tendono a celebrare le festività nella settimana seguente, per comodità. Questa è un'usanza tipicamente anglosassone, che usa il Bank holiday anche per le festività di altre religioni.
Molti pagani hanno adottato il Calendario pagano, che adotta tredici mesi lunari.